# Celidomphax
Celidomphax là một chi bướm đêm thuộc họ Geometridae.

## Các loài
- Celidomphax prolongata Prout, 1915
- Celidomphax rubrimaculata (Warren, 1905)